# Tropideres dorsalis
Tropideres dorsalis (лат.) — вид жесткокрылых из семейства ложнослоников.

## Описание
Жук длиной 4—5 мм. Середина поперечного киля впереди основания переднеспинки сильно угловидно оттянута назад; переднеспинка в задней половине с тонкой срединной бороздкой. Надкрылья позади основания с большим белым волосяным пятном, которое занимает почти всю их переднюю половину.